# Ульяновське (Шумерлинський район)
Улья́новське (рос. Ульяновское, чув. Ульяновски) — селище у складі Шумерлинського району Чувашії, Росія. Входить до складу Нижньокумашкинського сільського поселення.
Населення — 69 осіб (2010; 85 у 2002).
Національний склад:
- чуваші — 93 %